# Tractat d'Andrússovo
El Tractat d'Andrússovo (en polonès Rozejm andruszowski, en rus Андрусовское перемирие, en ucraïnès Андрусівське перемир'я) va ser una treva de tretze anys i mig, firmada en 1667 entre el Gran Ducat de Moscou i la Confederació de Polònia i Lituània, que estaven en guerra des de 1654 als territoris de les actuals Ucraïna i Belarús. Va ser firmat el 30 de gener per Afanasi Ordin-Nasxokin per la part russa, i pels Voivodes de Txerníhiv, on es reconeix el control rus sobre el Marge esquerre d'Ucraïna (Livoberejna Ukraïna). El marge dret d'Ucraïna (Pravoberejna Ukraïna) i Belarús romanien sota control polonès. La ciutat de Kíev havia de romandre sota control rus sol fins al 1669, però Rússia va aconseguir manetenir-la amb la firma del Tractat de Pau Eterna amb Polònia en 1686. Es va establir que la regió del Sitx de Zaporójjia romandria sota un condomin rus-polonès. El tractat també va obligar ambdues parts a una defensa comuna contra l'Imperi Otomà. A Rússia, el Tractat d'Andrússovo va ser considerat un important pas per a la unificació de les tres nacions eslaves orientals, els ucraïnesos, belarussos i russos, en un mateix estat, l'Imperi Rus. A Ucraïna, el tractat es veia sovint com la partició de la nació ucraïnesa entre dos estats veïns més poderosos.